# Rosángela Balbó
Rosa Angela Giovanna Balbo Rosso  (Torino, 16. travnja 1941. – Mexico City, 3. studenog 2011.) je bila talijansko-meksička kazališna, televizijska i filmska glumica.

## Filmografija

### Televizijske uloge
- "Uvijek ću te voljeti" kao Constanza De La Parra (2000.)
- "One su takve" kao Martha de Corso (2002.)
- "Zrela ljubav" kao Elvira Castañeda (2005.)
- "Barrera de amor" kao Cayetana Linares (2005.)
- "Slomljeno srce" kao Rebeca Campuzano (2006.)
- "Glupače ne idu na nebo" kao Margarita Lizarraga de Molina (2008.)
- "Kameleoni" kao gospođa Castillo (2009.)
- "More ljubavi" kao Estefania Peralta (2009. – 2010.)
- "Divlje srce" kao Ines de Villareal (2009. – 2010.)
- "Rafaela" kao Sara (2011.)
- "La fuerza del destino" kao Olga (2011.)

## Vanjske poveznice
- Rosangela Balbo u internetskoj bazi filmova IMDb-u (engl.)
- Vijest o smrti glumice